# Med lille Klas i kufferten
Med lille Klas i kufferten er en dansk-svensk film fra 1984. Manuskriptet er af Ulf Andrée og Gunnel Linde efter sidstnævntes roman, og filmen er instrueret af Ulf Andrée.

## Medvirkende
- Maja Ekman – Annelise (dansk stemme af Therese Christensen)
- Mårten Ekman – Nicklas (dansk stemme af Michael Nezer)
- Birgitta Andersson – faster Tinne (dansk stemme af Lisbet Dahl)
- Viveca Dahlén – moderen (dansk stemme af Kirsten Hansen-Møller)
- Stefan Ekman – faderen (dansk stemme af Jess Ingerslev)
- Ingrid Janbell – pigen i sportsvognen (dansk stemme af Lotte Tarp)
- Helle Hertz – stuepigen
- Per Pallesen – drageren
- Ole Thestrup – portieren
- Poul Bundgaard – udråberen
- Lars Knutzon – en hotelgæst
- Gotha Andersen – en vred herre
- Benny Berdino – hestepasseren